# Stahlnetz: Saison
Saison  ist der 13. Kriminalfilm der Fernsehreihe Stahlnetz. Die deutsche Erstausstrahlung erfolgte am 24. April 1961 im Ersten Programm der ARD.

## Handlung
In einem Mehrfamilienhaus im Oberharz wird die junge Helga Zeller tot in der separat liegenden Küche ihrer Wohnung aufgefunden. Hausbewohner hatten sich über den strengen Geruch beschwert, die Tür wurde deshalb aufgebrochen. Nach ersten Erkenntnissen wurde das Opfer erwürgt, die Leiche muss dort schon etliche Wochen gelegen haben. Die Ermittlungen ergeben, dass Helga Zeller am frühen Morgen des 3. Januar gemeinsam mit dem ebenfalls im Haus wohnenden Ehepaar Herbert und Gisela Schintzel per Bus nach Braunschweig fahren wollte. Herbert Schintzel gibt an, am Abreisetag mehrmals gegen ihre Tür geklopft zu haben, um sie zu wecken, Helga habe aber nicht reagiert. Gegen 7 Uhr hatte die Mieterin Frau Pfeiffer vor der Wohnungstür der Hauseigentümerin Clara Schintzel eine Nachricht von Helga gefunden, der ein 50-Mark-Schein beigefügt war: „Ich verreise ein bisschen, es ist alles ganz plötzlich gekommen, anbei die Miete.“ So nahm man an, Helga sei bereits in der Nacht abgereist.
Herbert Schintzel sagt aus, dass er mit der Ermordeten befreundet war, aber kein Verhältnis mit ihr gehabt habe. Seine Mutter habe Helga sehr gerne gemocht und hätte es auch gern gesehen, wenn sie ihre Schwiegertochter geworden wäre, anstelle von Gisela, zu der sie ein eher unterkühltes Verhältnis hat. Gisela habe auch nichts von der guten Beziehung zwischen ihm und Helga gewusst. Schließlich wird klar, dass das Opfer einen sehr lockeren Lebenswandel pflegte und häufig Besuch von verschiedenen Männern hatte, die nicht selten auch über Nacht blieben. Die Annahme, Helga würde länger verreisen, erklärt Clara Schintzel damit, dass entgegen ihrer Gewohnheit Helga die Miete für Januar bereits am Neujahrstag bezahlt hatte, so habe sie geglaubt, die 50 Mark seien für Februar. Der Untermieter von Frau Schintzel, Herr Poremka, ein Bergwerksarbeiter, fungiert als eine Art Hausmeister. Er bestätigt, jeden Abend die Haustür um 22 Uhr abzuschließen, auch am 2. Januar. So beschränkt sich der Kreis der Verdächtigen auf die Bewohner des Hauses.
Die Eheleute Pfeiffer sind nicht gut auf Helga Zeller zu sprechen. Nach einem gemeinsam verbrachten Abend fiel Frau Pfeiffer die Treppe hinunter, als sie in ihre Wohnung gehen wollte. Helga machte sich über sie lustig und meinte, sie habe zu viel getrunken. Fortan bezichtigte sie Frau Pfeiffer bei jeder sich bietenden Gelegenheit, sie sei Alkoholikerin, auch in der Öffentlichkeit. Eine weitere Nachbarin sagt aus, sie habe am Abend des 2. Januar nach 22 Uhr noch Schritte einer Person gehört, die etwas Schweres nach unten getragen habe musste. Allerdings stellt sich heraus, dass es um das Gehör der alten Dame nicht besonders gut steht. 
Polizeimeister Wohlers überrascht Schintzel dabei, wie er einen Schlüssel in seiner Tasche verschwinden lassen will. Es ist der Schlüssel zur Küchentür seiner Mutter, doch überraschenderweise passt er auch für das Schloss der Küchentür von Helga Zeller. Schintzel wird daraufhin festgenommen. Grund hierfür ist nicht nur der Schlüssel, sondern auch die Tatsache, dass nach Aussagen seiner Mutter er es sehr gerne gesehen hätte, wenn Helga ihn und seine Frau nach Braunschweig begleitet hätte. Nach Ansicht des Staatsanwalts hätte er am Morgen der Abreise sich dann aber nicht damit begnügt, mehrmals gegen Helgas Tür zu klopfen, es sei denn, er habe gewusst, dass sie tot sei und nicht wollte, dass jemand die Leiche entdeckt. Als Motiv vermutet die Polizei, Helga könnte vorgehabt haben, Schintzels Frau von der früheren Verbindung zwischen beiden zu erzählen, von der die Ermittler inzwischen glauben, dass sie doch enger gewesen sein könnte, als Schintzel zugegeben hatte. Schintzel streitet die Tat ab, gibt aber zu, gewusst zu haben, dass der Schlüssel auch für Helgas Küchentür passte. Er hatte erkannt, dass die Handschrift auf dem Zettel mit der Miete nicht von Helga stammte und befürchtete, dass womöglich seine Mutter etwas mit der Sache zu tun haben könnte.
Die Polizei beginnt, sich auch für Clara Schintzels Untermieter Poremka zu interessieren. Er gilt als sehr verschlossen und soll sich nach Aussagen von Kollegen seit einigen Tagen sehr merkwürdig benehmen. Als nach einem harmlosen Verkehrsunfall in einem alten Schacht der Koffer von Helga Zeller gefunden wird, gerät Poremka in Verdacht, da er mit den Örtlichkeiten vertraut ist und es ihm ein Leichtes gewesen wäre, den Koffer im Schacht zu verstecken. So wird auch er festgenommen.
Schließlich ist es Polizeimeister Wohlers, der den Fall aufklären kann. Er hatte sich noch einmal sämtliche Vernehmungsprotokolle durchgelesen. Aufgrund des Kofferinhaltes konnte davon ausgegangen werden, dass Helga nur ein paar Tage wegbleiben wollte. Nun sucht er Gisela Schintzel auf, die ihm gesteht, gewusst zu haben, dass ihr Mann vor der Ehe ein Verhältnis mit Helga Zeller gehabt hatte. Helga habe ihr dies noch am Tag der Hochzeit erzählt und ihren Mann auch später bei jeder Gelegenheit schlechtgeredet. Wohlers erklärt ihr, die Ermittler hätten immer angenommen, die 50 Mark seien die Miete für Februar gewesen, da die Januarmiete schon bezahlt gewesen sei. Als Helga diese am Neujahrstag überraschend zeitig gezahlt hatte, waren Clara Schintzel, ihr Sohn und Poremka anwesend. Nur Gisela hatte davon nicht gewusst. Sie gesteht, Helga getötet zu haben, weil diese sie am Vorabend der Reise wieder einmal besonders gequält habe. Gisela sei ihr in die Wohnung gefolgt und habe sie dort ermordet. Genau wie den Koffer, wollte sie auch die Leiche in dem alten Bergwerksschacht verschwinden lassen, was ihr aber nicht gelang. Wohlers nimmt sie daraufhin fest.

## Sonstiges
Der Titel wird nicht genannt. Die Außenaufnahmen entstanden im Harz, vornehmlich rund um Hahnenklee.
Jürgen Roland sagte in einem Interview mit der Fernsehzeitschrift Bild und Funk:

„Die Knallerei auf den deutschen Bildschirmen wird allmählich unerträglich. In den echten, erregenden Kriminalfällen, die das Leben schreibt, gibt es nur selten wilde Schießereien. Ein solcher Fall ist auch „Saison“.“

Polizeiobermeister Wohlers fährt eine BMW Isetta. Der Off-Sprecher (Friedrich Schütter) merkt an, dass es sich dabei tatsächlich um einen Streifenwagen der Polizei handelt und kein Regieeinfall ist.
Die Folge ist in einer 2013 erschienenen DVD-Box mit sämtlichen Stahlnetz-Folgen enthalten.